# Jorge Pasquel
Jorge Pasquel Casanueva (23 de abril de 1907 Veracruz, México – 7 de marzo de 1955, Huasteca Potosina, México) fue un empresario y ejecutivo del béisbol mexicano. Pasquel fue integrador racial en México de beisbolistas excluidos en las Grandes Ligas de Estados Unidos, dueño de los Azules de Veracruz, y del Parque Delta, ambos en Ciudad de México. Fue presidente de la Liga Mexicana de Beisbol. Murió en un accidente aéreo en 1955. Fue incluido en el Salón de la Fama del Béisbol Profesional Mexicano en 1971.

## Primeros años de vida
Hijo de una familia acomodada y su padre Francisco Pasquel Landero, dueño de una fábrica de cigarros y de una Agencia Aduanal en Veracruz. Cuando era niño, en 1914, las fuerzas militares estadounidenses habían invadido su natal Puerto de Veracruz.

## Empresario
Trabajó con su padre en la Agencia Aduanal Pasquel Hermanos y aprovechó, sin duda, la amistad con el general Manuel Ávila Camacho, (con quien jugaba golf) primero, y luego con su amigo del alma, Miguel Alemán, para amasar una gran fortuna que sabía presumir y gastar.
Adquirió el periódico Novedades, y gracias a sus influencias en lo más alto del poder, quien fue quitado de su cargo y sustituido por Rómulo O´Farril. 
Fundó la Distribuidora México, S.A., que distribuía petróleo y sus derivados, por una concesión que le dio Miguel Alemán y que después le sería retirada. Algunos autores de libros, mencionaron que utilizaba producto de contrabando por su agencia aduanal.
También era ganadero y tenía su rancho “San Ricardo”, en la Huasteca Potosina, uno de los más grande del país, con 45 mil hectáreas y 20 mil cabezas de ganado (hoy ejido Laguna del Mante). A mediados de la década de 1940, la riqueza estimada de la familia era de decenas de millones de dólares.

## Empresario del Beisbol
Pasquel y sus hermanos fundaron el equipo de los Azules de Veracruz de la Liga Mexicana con sede en la Ciudad de México, que jugó en la Liga Mexicana de Béisbol de 1940 a 1951. Fueron campeones en 1940, 1941, 1944 y 1951.
También fue propietario del Parque Delta, que después tuvo el nombre de Parque de Béisbol del Seguro Social.
En 1943, Pasquel había comenzado a luchar contra el racismo al traer jugadores de béisbol de la Liga Negra en Estados Unidos (que no podían participar en la MLB), siguiendo el ejemplo y cercanía con Homobono Márquez. Reclutar beisbolistas de origen cubano con éxito beisbolistas que estuvieron con los Fabriles como Ramón Bragaña, Lázaro Salazar, Adolfo Luque, Martín Dihigo, “Pijini” Bejarano y otros beisbolistas destacados como Monte Irvin, Joshua Gibson y Ray Dandrige que varios de ellos después fueron seleccionados para el Salón de la Fama donde algunos de ellos fueron jugadores en las Ligas Negras de Estados Unidos. Pasquel comenzó a ofrecer salarios dos o tres veces más altos que en Estados Unidos para traer talento de las grandes ligas a la Liga Mexicana impulsado por su anti racismo y su antiimperialismo, por lo que le tocó vivir la invasión de Estados Unidos a México en su puerto natal, lo que creaba una gran amenaza para el nivel de talento de las Grandes Ligas, induciendo a entrar a los clubes nacionales a Max Lanier, Fred Martin, Salvatore Maglie, Monte Irvin, Joshua Gibson, Ray Talúa, Adrián Zavala, Harry Feldman, Mickey Owen, Luis Rodríguez Olmo, Vern Stephens, y otras estrellas. En total, 18 peloteros de Grandes Ligas saltaron a la Liga Mexicana.
En 1946, el jugador Mickey Owen regresó a su natal Estados Unidos luego de jugar brevemente en la Liga Mexicana y habló sobre las pobres condiciones de béisbol en México. Se enfrentaron legalmente, pues Owen incumplió el contrato por lo que le debía a Pasquel $35 000.
El comisionado de béisbol Happy Chandler viendo la amenaza de que el talento americano jugaba en tierras mexicanas, amenazó con imponer una suspensión de por vida de las ligas mayores para los jugadores que fueran a la Liga Mexicana, que finalmente no se aplicó. La liga Mexicana tuvo pérdidas financieras en 1947. (Hay que recordar que eran los tiempos inmediatamente posteriores a la Segunda Guerra Mundial)  
Presidió la Liga Mexicana de Beisbol y la llevó al primer plano mundial, a la par del sexenio de Miguel Alemán, de 1946 a 1952.
Invitó a Babe Ruth, ya retirado, a que deleitara al público aficionado con una feria de jonrones, y que le lanzara Ramón Bragaña, pero lo tuvieron que cambiar porque no le pegó a sus primeros lanzamientos.
En 1948 se rompió la restricción en Grandes Ligas para la participación de negros en sus filas con la inclusión del afrodescendiente Jackie Robinson como el primero de su raza, con los Dodgers de Brooklyn,
Pasquel y su hermano Bernardo dejaron la Liga Mexicana en 1952, por lo cual los jugadores se pasaron a otros equipos y el Gobierno Mexicano le compró el Parque Delta a Pasquel para que la liga pudiera seguir usándolo.

## Muerte y legado
Pasquel, fue factor para que la Liga Mexicana estuviera influenciada por estrellas del béisbol del Caribe y hermanada con el béisbol profesional estadounidense. El parque Delta es parte de su herencia.
Pasquel fue incluido en el Salón de la Fama del Béisbol Profesional Mexicano en 1971. 

## Vida privada
Estuvo casado, aunque no mucho tiempo, con Ernestina Elías, hija del general y expresidente de México, Plutarco Elías Calles, desde el 25 de julio de 1932. Posteriormente llegó a ser un soltero destacado en la vida pública de México.
Era un excelente tirador, con rifle y pistola, por lo que también era cazador. Competía como tirador contra el capitán Chávez, competidor olímpico mexicano y su maestro. Estuvo involucrado en hechos sangrientos el 24 de febrero de 1943 en la Plaza de Nuevo Laredo Tamaulipas con un empleado de aduanas de apellido Baca a quien mató –se dice que en defensa propia–. También en la muerte del periodista Fernando Sánchez Bretón en noviembre de 1948.   
Tuvo excelente relación con la actriz María Félix, con quien tuvo varios encuentros entre ellos en la filmación de la película Janitzio y diversas anécdotas.
Jorge Pasquel falleció en marzo de 1955, cuando su avión particular se estrelló cerca de su rancho, a donde se dirigía.